# Wellman, Iowa
Wellman là một thành phố thuộc quận Washington, tiểu bang Iowa, Hoa Kỳ. Năm 2010, dân số của thành phố này là 1408 người.

## Dân số
Dân số qua các năm:
- Năm 2000: 1393 người.
- Năm 2010: 1408 người.